# Zaštita autohtonih proizvoda
Zaštita autohtonih poljoprivrednih proizvoda je sustavna procedura Ministarstva poljoprivrede Republike Hrvatske kojom se pojedini autohtoni poljoprivredni proizvodi proglašavaju zaštićenim na području Republike Hrvatske prema svojoj izvornosti ili oznaci zemljopisnog podrijetla.
Sustav zaštite određen je Uredbama Europske unije, te zakonskim i podzakonskim aktima Republike Hrvatske.
Autohtonim proizvodom smatraju se oni prehrambeni proizvodi koji zbog tehnoloških, prehrambenih i organoleptičkih specifičnosti, kvalitetom i posebnošću uspješno konkuriraju na hrvatskom tržištu i dio su hrvatske gastronomske ponude. Mnogi od njih su postali prepoznatljivi kao i zemljopisna područja u kojima se proizvode.
Osnovi razlozi sustava zaštite autohtonih proizvoda su postizanje više cjenovne kategorije, stvaranja identiteta i prepoznatljivosti, izravne veze proizvoda s određenim zemljopisnim područjem daje dodatnu vrijednost i prepoznatljivost tom području, te pridonosi ruralnom razvoju, kao i osnivanja interesnih udruženja u svrhu zajedničkog nastupa na tržištu, odnosno zajedničke promidžbe pojedinog prehrambenog proizvoda.
Sustav zaštite podijeljen je na dva područja:
- Zaštićene oznake izvornosti (ZOI)
- Zaštićene oznake zemljopisnog podrijetla (ZOZP)

## Zaštićene oznake izvornosti
- Creško ekstra djevičansko maslinovo ulje
- Korčulansko maslinovo ulje

- Krčko maslinovo ulje

- Neretvanska mandarina

- Ogulinsko kiselo zelje
- Paška janjetina

- Šoltansko maslinovo ulje

- Varaždinsko zelje

Istarski pršut

## Zaštićene oznake zemljopisnog podrijetla
- Baranjski kulen
- Dalmatinski pršut
- Drniški pršut
- Krčki pršut
- Lički krumpir
- Meso zagorskog purana
- Poljički soparnik
- Slavonski kulin